# Amborellales
Amborellales é uma ordem monotípica de plantas angiospérmicas (plantas com flor), pertencente ao grado ANA (angiospermas basais, um grupo não monofilético), que contém apenas a família Amborellaceae, com um único género e espécie, Amborella trichopoda, um raro arbusto endémico na Nova Caledónia.

## Descrição
Esta espécie é de interesse relevante para a sistemática botânica, isto porque a sistemática atual, usando dados moleculares, coloca esta espécie na base das plantas com flor. Isto é, representa uma linhagem de plantas com flor que muito cedo divergiu (130 milhões de anos) de todas as outras espécies extantes, dando-nos a ideia sobre como seria o aspecto ancestral das plantas de flor.
As folhas têm um arranjo alternado, persistentes e simples, com a margem serrada, com cerca de 10 cm de comprimento. Amborella trichopoda produz pequenas flores com cerca de 8 mm, cada uma com várias sépalas em arranjo espiral.
É uma espécie dioica: cada flor produz estames e carpelos, mas somente um sexo se desenvolve completamente nas flores de uma planta individual, sendo que as estruturas do outro sexo permanecem não desenvolvidas. O fruto é uma baga de cor vermelha contendo uma única semente de 5–8 mm de comprimento.
Os individuos selvagens desta espécie estão a sofrer redução devido a sobrepastoreio e destruição do habitat.